# Czarnowice
Czarnowice (niem. Tzschernowitz, łuż. Carnojce) – wieś w Polsce położona w województwie lubuskim, w powiecie krośnieńskim, w gminie Gubin.
W latach 1945-54 siedziba gminy Czarnowice. W latach 1954–1968 wieś należała i była siedzibą władz gromady Czarnowice, po jej zniesieniu w gromadzie Stargard Gubiński. W latach 1975–1998 miejscowość administracyjnie należała do województwa zielonogórskiego.
Miejscowość położona jest 5 km na południowy wschód od Gubina nad rzeką Lubszą (Lubica) przy drodze wojewódzkiej nr 286 prowadzącej z Gubina do Lubska. O wsi po raz pierwszy wspomniano w dokumentach w 1436 roku pod nazwą (niem. Tczernewitz), w 1452 Czernewitz, w 1527 Zerowicz, w 1538 Zernewicz, w 1937 Schernewitz, a po wojnie Czarnowice. Wieś przed laty należała do Klasztoru Niewiast w Guben, następnie w latach 1452 - 1554 do rodów von Sehlstrang, 1554 - 1765 von Polenz i von Kleist. Pierwszym właścicielem wsi z rodu von Kleist był August Wilhelm, który dzięki pomocy finansowej matki nabył ten rycerski majątek ziemski. Po jego śmierci majątek otrzymało dwóch synów. Trzecim właścicielem wsi był hrabia Kleist von Loss (1825 - 1877), również starosta gubeński. W latach 1929–1930 rodzina musiała ogłosić upadłość i po licytacji majątku osiedlono na nim przesiedleńców po I wojnie światowej.
W 1952 roku Czarnowice zamieszkiwało 277 osób na 39 gospodarstwach. W grudniu 2003 roku wieś otrzymała wodociąg, do którego podłączono 75 gospodarstw. Liczy około 330 mieszkańców. W wiosce mieści się Gimnazjum z salą gimnastyczną. Na terenie wsi działa kilka mniejszych firm.

## Zabytki
Do wojewódzkiego rejestru zabytków wpisane są:
- cmentarz, z XIX wieku
  - kaplica cmentarna
- dom nr 32, z XVIII wieku
- stodoła folwarczna, z XVIII wieku

inne zabytki:
- fragmenty zabudowy z końca XVIII i początku XIX wieku, znajduje się na terenie wsi[8].

## Osoby związane z Czarnowice
- Conrad von Kleist (1839-1900)